# 1275 en santé et médecine
| Années de la santé et de la médecine : 1272 - 1273 - 1274 - 1275 - 1276 - 1277 - 1278    |
| Décennies de la santé et de la médecine : 1240 - 1250 - 1260 - 1270 - 1280 - 1290 - 1300 |

Cet article présente les faits marquants de l'année 1275 en santé et médecine.

## Événements

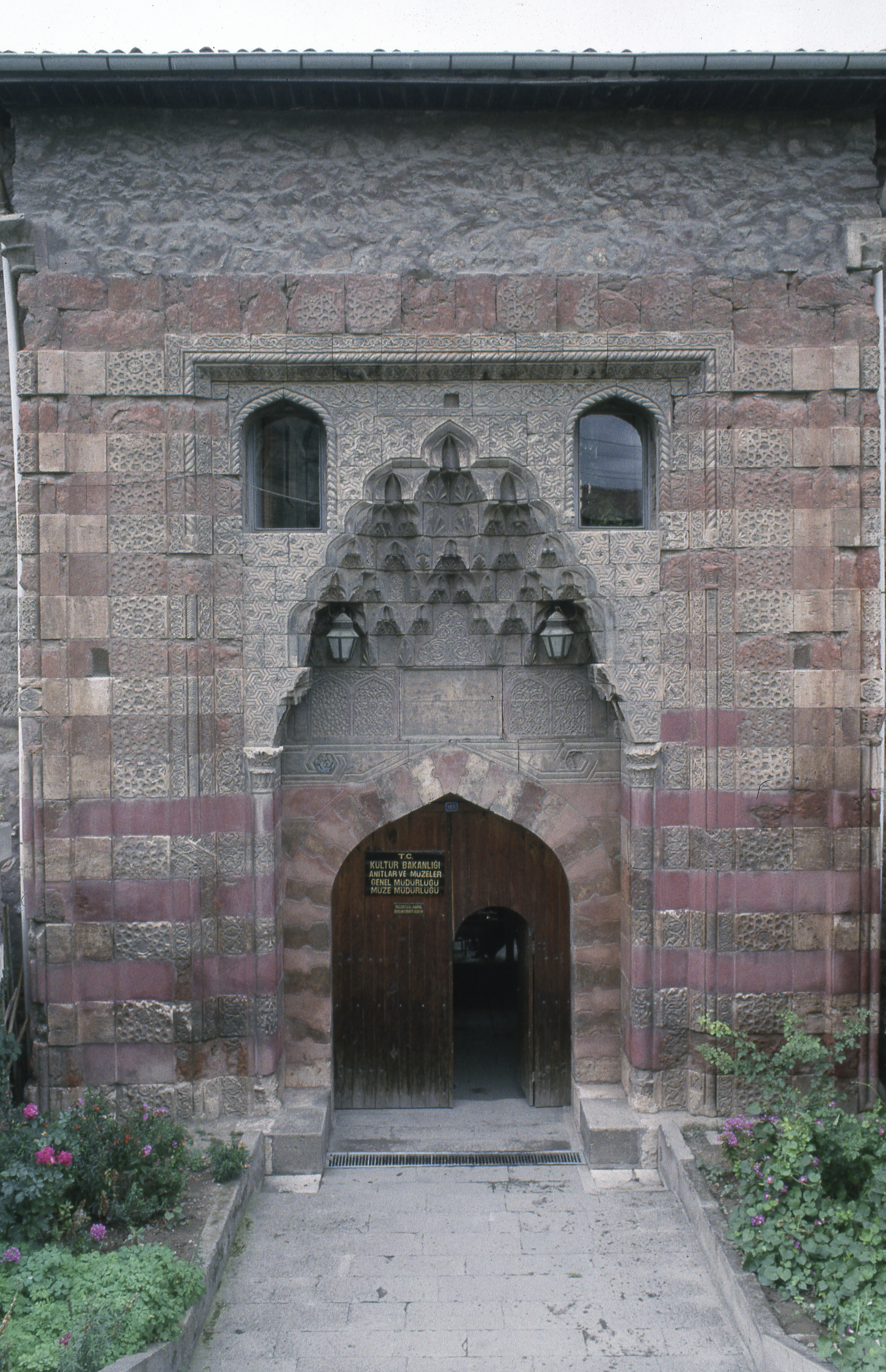
Gök Medrese, Tokat
Hôpital et école de médecine à sa fondation

- François André († 1311[1]), plus tard archiatre du roi de Naples, et médecin de ses fils restés en otage à Barcelone de 1288 à 1295, reçoit sa licence en médecine (« licentia practicandi medicinam[2] »).

- Arnould, chanoine de Tournay, fonde à Maldeghem dans le comté de Flandre un hôpital qui sera incorporé à celui de Bruges[3].
- Le vizir seldjoukide Muineddin Süleyman Pervâne fonde une école de médecine à Tokat en Anatolie, sous le sultanat de Roum[4].

## Publication
- Guillaume de Salicet (1210-1277) publie la dernière version de sa Chirurgie, dont  la première était achevée dès 1268[5],[6].

## Personnalités
- Fl. Bertrand, médecin de Vienne, au service de Philippe Ier, comte de Savoie[1].
- Fl. Brun, médecin, témoin des dernières volontés de Guigues Alleman, au château d'Uriage[1].
- Fl. Pierre Salvatoris, médecin de Decan II, seigneur d'Uzès[7].
- 1257-av. 1275 : fl. Jacques, médecin à Lyon[1].
- 1275-1278 : fl. Adam de Braye, clerc de l'hôtel de Charles Ier, roi de Sicile, et son médecin[1].

## Naissances
- Vers 1275 :
  - Pierre de La Palud (mort en 1342), dominicain, docteur en théologie à Paris, patriarche de Jérusalem ; ne semble pas s'être occupé de médecine, sauf pour avoir rapporté d'Orient une recette de pilules qui porte son nom[7],[8].
  - Marsile de Padoue (mort en 1342 ou 1343), juriste, théologien, diplomate et philosophe politique italien, également médecin de formation, dont on a pu dire que son « anthropologie politique [était] constellée de notions médicales et d'allusions biologiques : tempérament, conflit des éléments, corruption et agrégation, génération et naissance, inclination[9] ».

## Décès
- 13 juillet : Jean de Toleto (né à une date inconnue), d'origine anglaise, cistercien, cardinal, médecin du pape Innocent IV qu'il assiste en 1254 dans sa dernière maladie[7].
- Après 1275 et probablement entre 1280 et 1285 : Guillaume de Salicet (né en 1210), moine dominicain et médecin lombard[10].